# 汉密尔顿·菲什

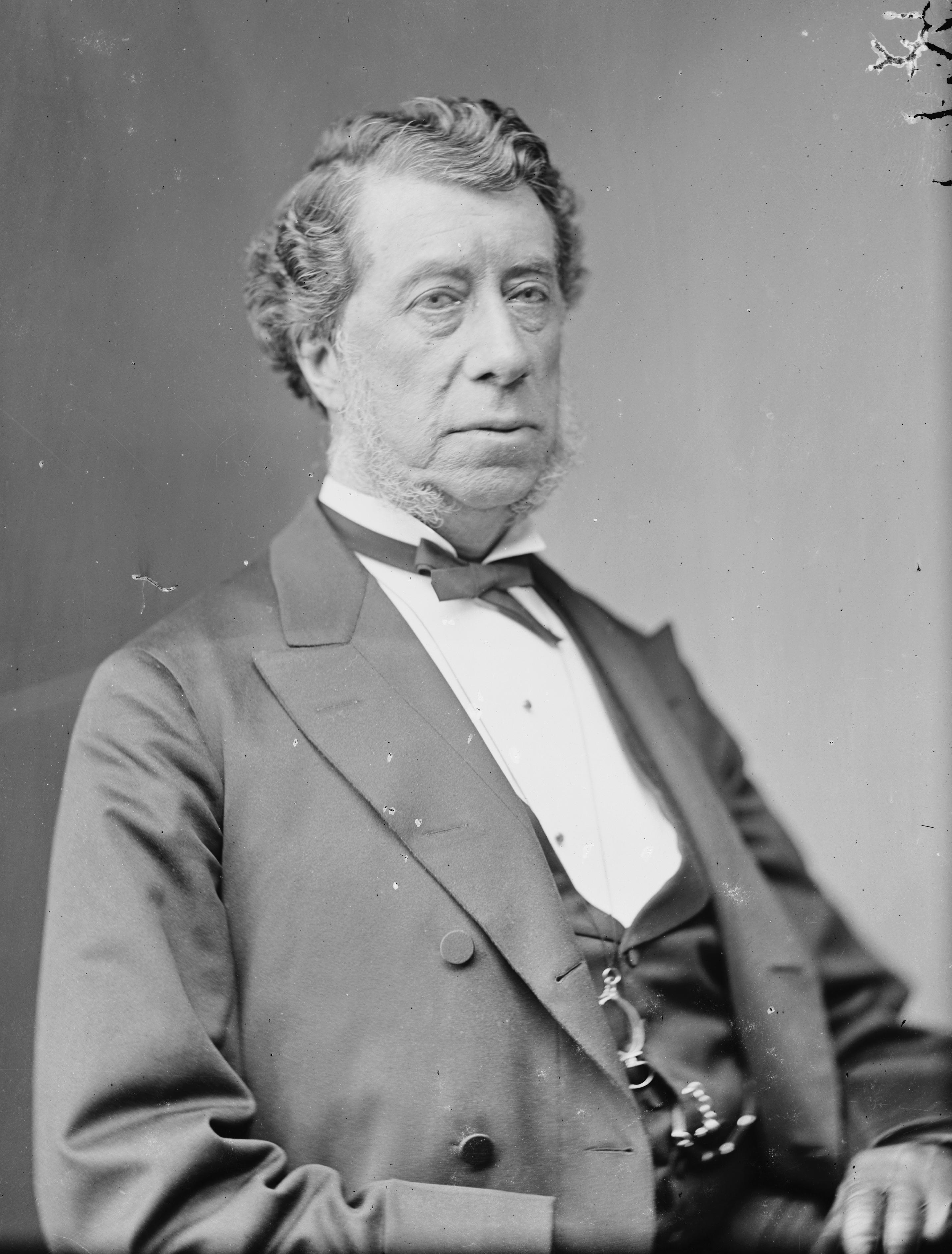
汉密尔顿·菲什

汉密尔顿·菲什（英語：Hamilton Fish，1808年8月3日—1893年9月7日），美国政治家，曾任美国国务卿和纽约州州长。他在任内推动美国与英国签订了《华盛顿条约》，为两个带来了长久和平。
| 前任： 约翰·扬           | 纽约州州长 1849年-1851年 | 繼任： 华盛顿·亨特   |
| 前任： 伊莱休·B·沃什伯恩 | 美国国务卿 1869年-1877年 | 繼任： 威廉·M·埃瓦茨 |